# 巴里里
巴里里是巴西圣保罗州的一个市镇。总面积440.6平方公里，总人口33267人，人口密度75.5人/平方公里。